# Brandon Williams (basket-ball, 1975)
Pour les articles homonymes, voir Brandon Williams et Williams.
Brandon D. Williams, né le 27 février 1975, à Collinston, Louisiane, est un joueur américain de basket-ball. Il mesure 1,99 m.

## Biographie
En septembre 2013, il est nommé général manager des 87ers du Delaware. Le 4 février 2016, il est promu chef du staff des 76ers de Philadelphie.

## High School
- ???? - 1995 :  Philips Exeter Academy

## Collège
- 1995 - 1996 :  Wildcats de Davidson

## Clubs
- 1996 - 1997 :  Le Havre (Pro B)
- 1997 - 1998 : 
  -  La Crosse Bobcats (CBA)
  - puis  Warriors de Golden State (NBA)
- 1998 - 1999 : 
  -  La Crosse Bobcats (CBA)
  - puis  AEK Athènes (ESAKE)
  - puis  Spurs de San Antonio (NBA)
- 1999 - 2000 :  La Crosse Bobcats (CBA)
- 2000 - 2001 : 
  -  Rockford Lightning (CBA)
  - puis  Chalon-sur-Saône (Pro A)
- 2001 - 2002 :
- 2002 - 2003 : 
  -  Francfort Skyliners (Basketball-Bundesliga)
  - puis  Hawks d'Atlanta (NBA)
- 2003 - 2004 :
- 2004 - 2005 : 
  -  Maccabi Givat Shmuel (1er division)
  - puis  Skyforce de Sioux Falls (CBA)

## Palmarès
- Champion NBA en 1999
- Champion CBA en 2005
- Champion euroleague en 2015